# Asesinato en el corazón de Jerusalén
Asesinato en el corazón de Jerusalén. Es una novela policíaca de la escritora israelí Batya Gur (Tel Aviv, 20 de enero de 1947 - 19 de mayo de 2005), publicada en español en 2003 (Madrid, Siruela, Madrid, 2003, 380 páginas. Traducción del hebreo: Raquel García Lozano).

## Reseña
«Asesinato en el corazón de Jerusalén. Un caso pasional.» Este libro es desarrollado en pleno otoño, Batya Gur aborda las tensiones de la sociedad israelí a partir de un incidente cuyas bases están en la discriminación étnica. Ada Efrati encuentra en el ático de un apartamento el cadáver de una hermosa joven yemenita. Casualmente Michael Ohayon resulta encargado de este caso en el que se reencontrará con un viejo amor de adolescencia. En medio de sus pesquisas, Ohayon conoce a una niña de espíritu detectivesco que observa la vida cotidiana, el amor y las peleas de vecinos en un barrio de Jerusalén. Teniendo como telón de fondo la última intimada, en esta novela se evidencian los conflictos políticos del Israel actual; la autopsia narrada en el segundo capítulo es una metáfora excepcional del drama humano que sucede en el trasfondo del país. La novela mantiene una tensión constante y refleja la contradicción entre la pasión y la dureza de las relaciones del pueblo israelí con sus coterráneos y con su entorno.